# 가와치이와후네역
가와치이와후네역(일본어: 河内磐船駅, かわちいわふねえき 카와치이와후네에키[*])은 일본 오사카부 가타노시에 위치한 서일본 여객철도의 역이다.

## 역 구조
상대식 승강장으로 2면 2선의 지상역이다. 양 승강장에 엘리베이터가 설치되어 있다. 역사는 하행 1번 승강장에 있으며 상행 2번 승강장과 지하 통로로 연결되어 있다.
이코카 및 제휴 교통 카드의 사용이 가능하다.

### 승강장
| 1 | ■ 갓켄토시 선 | 시조나와테・교바시 방면 |
| 2 | ■ 갓켄토시 선 | 마쓰이야마테・기즈 방면 |

## 역사
- 1935년 12월 2일: 쓰다 ~ 호시다 간에 1면 1선의 무인역으로 개업.
- 1979년 10월 1일: 복선화에 맞추어 2면 2선으로 증축되었다.
- 1987년 4월 1일: 민영화에 의해 서일본 여객철도의 소속이 되었다.
- 1988년 9월 1일: 쾌속 정차역이 되었다.
- 2003년 11월 1일: 이코카의 사용이 개시되었다.

## 인접정차역
| 서일본 여객철도 가타마치 선 | 서일본 여객철도 가타마치 선 | 서일본 여객철도 가타마치 선 |
| --------------------------- | --------------------------- | --------------------------- |
| 나가오 기즈 방면            | ■ 갓켄토시 선 쾌속          | 호시다 교바시 방면          |
| 쓰다 기즈 방면              | ■ 갓켄토시 선 구간쾌속·보통 | 호시다 교바시 방면          |